# Valkyrae
Rachell "Rae" Marie Hofstetter (Moses Lake Estat de Washington, 8 de gener de 1992), més coneguda com a Valkyrae, és una personalitat i influenciadora d'Internet estatunidenca. A més de ser la dona estrímer més mirada a YouTube d'ençà del 2020, Valkyrae és copropietària de 100 Thieves, una empresa de roba i esports, i a partir del 2018 crea contingut per aquesta marca. També és fundadora, copropietària i directora de l'empresa de mitjans de comunicació Hihi Studios centrada sobre els animes.
Hofstetter va començar a fer-se famosa gràcies a la plataforma Twitch el 2015. Amb tot, va ser el 2018 quan la seva notorietat va augmentar significativament arran de la seva participació al joc competitiu en línia Fortnite i després d'unir-se amb 100 Thieves com a primera creadora de contingut femení. El 2020, va canviar de plataforma de streaming signant un contracte exclusiu amb YouTube. Més tard aquell mateix any, va experimentar un creixement important de seguidors i va assolir una audiència màxima mentre jugava al joc de deducció social en línia Among Us.
El 2022 va figurar a la llista dels "30 Under 30" de la revista Forbes i anteriorment Adweek la va designar com a "Creadora de jocs de l'any" el 2021. També ha guanyat un Game Award i un Streamy Award.

## Premis i nominacions
| Any  | Cerimònia                               | Categoria                     | Resultat   | Ref.          |
| ---- | --------------------------------------- | ----------------------------- | ---------- | ------------- |
| 2019 | XI Premis Anuals Shorty                 | El millor en jocs             | Nominada   | [ 4 ]         |
| 2020 | The Game Awards                         | Creador de contingut de l'any | Guanyadora | [ 5 ]         |
| 2021 | Premis als creadors visionaris d'Adweek | Creador de jocs de l'any      | Guanyadora | [ 6 ]         |
| 2021 | XI Premis Streamy                       | Transmissor en directe        | Guanyadora | [ 7 ]         |
| 2022 | Forbes 30 Under 30                      | Jocs                          | Inclòs     | [ 3 ]         |
| 2022 | Els Premis Streamer                     | Millor estrímer de varietats  | Nominada   | [ 8 ]         |
| 2022 | XII Premis Streamy                      | Transmissor de l'any          | Nominada   | [ 9 ] [ 10 ]  |
| 2022 | XII Premis Streamy                      | serpentina de varietat        | Nominada   | [ 9 ] [ 10 ]  |
| 2022 | Esports Awards                          | Estrímer de l'any             | Nominada   | [ 11 ] [ 12 ] |